# Акжол (Келесский район)
Акжол (каз. Ақжол, до 2000 г. — Ленинжолы) — село в Келесском районе Туркестанской области Казахстана. Административный центр сельского округа Алпамыс батыра. Код КАТО — 515475100.

## Население
В 1999 году население села составляло 2740 человек (1405 мужчин и 1335 женщин). По данным переписи 2009 года, в селе проживало 2885 человек (1440 мужчин и 1445 женщин).